# Enrique Torres Saldamando
Enrique Torres Saldamando (Lima, 14 de julio de 1846 - Santiago de Chile, 1 de abril de 1896) fue un historiador peruano dedicado principalmente a la genealogía y a la historia colonial hispanoamericana.

## Biografía
Nació en Lima el 14 de julio de 1846, siendo hijo de Pedro Torres Galindez, nacido en Venezuela, y de Rosa Mercedes de Saldamando. Tuvo tres hermanas: Rosa Mercedes, Grimanesa y Teodomira.
Curso sus primeros estudios en Lima, para posteriormente continuar estudios superiores en Bélgica. Durante su vida adulta se le caracterizó por vestir el hábito monástico, sin estar ello vinculado a motivos religiosos.
Sus primeras investigaciones se relacionan a los títulos de Castilla en el Virreinato del Perú, las que se publican entre 1879 y 1880 en la Revista Peruana. Posteriormente colaboró con la Revista Social, El Perú Ilustrado, La Ilustración Americana y El Comercio de Lima, así como también la Revista de Artes y Letras y la Revista Progreso de Chile. Entre sus principales obras se cuentan "Los antiguos jesuitas: biografías y apuntes para su historia", publicado en 1882, y la transcripción del "Libro primero de Cabildos de Lima", publicado en 1888 en colaboración con Pablo Patrón y Nicolás Boloña.
En 1889 se traslada a Santiago de Chile, lo que se ha atribuido a la falta de apoyo en Perú por sus trabajos. En Chile desarrolla cierta amistad con varios historiadores de la época, incluyendo a José Toribio Medina y Abraham de Silva y Molina. Tiempo después vuelve al Perú, donde se emplea en la Biblioteca Nacional de Lima.
Falleció el 1 de abril de 1896 en el Hospital San Vicente de Paul en Santiago de Chile producto de un problema cardiaco, siendo sepultado en el Cementerio General de esa ciudad.

## Obras[1]

### Trabajos en revistas
En Perú:
- Nuevos datos sobre títulos de Castilla en el Perú (1879, Revista Peruana)
- Títulos de Castilla y mayorazgos del Perú después de 1821 (1879, Revista Peruana)
- Reparto y composición de tierras en el Perú (1879, Revista Peruana)
- Fundadores del Hospital de Huaura (1879, Revista Peruana)
- El autor de una historia eclesiástica  (1879, Revista Peruana)
- Apuntes históricos sobre las encomiendas del Perú (1879, Revista Peruana)
- El marquesado de Pizarro (1880, Revista Peruana)
- El Colegio Máximo de San Pablo (1880, Revista Peruana)
- Callao y Chalacos (1886, Revista Social)
- D. Alonso de Huerta y su gramática quechua (1886, Revista Social)
- La Virgen del Descanso (1886, Revista Social)
- Un oculista seráfico (1887, Revista Social)
- Las Encomiendas del Marqués (1887, Revista Social)
- El primer peruano abogado (1888, El Perú Ilustrado)
- El conquistador don Diego de Agüero (1889, El Perú Ilustrado)
- Pizarro y Gasca (1891, La Ilustración Americana)
- Relación de los Hoxos (1891, La Ilustración Americana)
- Las encomiendas del marqués (1892, El Perú Ilustrado)
- Sermones de tres horas (1894, El Comercio)
- Discreciones y prudencia (1894, El Comercio)
- El conde de la topada (1894, El Comercio)

En Chile:
- El Padre Peña (1888, Revista Progreso)
- El doctor don Diego Hurtado de Mendoza (1890, Revista de Artes y Letras)
- El Padre Antonio Garriga, 1662-1733 (1890, Revista de Artes y Letras)
- Los de Chile (1890, Revista de Artes y Letras)

### Libros
- Los antiguos jesuitas: biografías y apuntes para su historia (1882, Imprenta Liberal)
- Historia de la Misión de Los Mojos en la República de Bolivia, escrita en 1696 por el P. Diego Eguiluz (1884, Imprenta de Universo)
- Libro primero de Cabildos de Lima, con Pablo Patrón y Nicolás Boloña (1888, Imprenta Paul Dumont, París)
- Vida del Padre Rosales historiador, escrita en 1677 por el P. Francisco Ferreira (1890, Santiago de Chile)
- Los fundadores de Lima (1891, Madrid)
- El ilustrísimo y reverendo Arzobispo de Quito doctor don Pedro Rafael González y Calixto (1893, Imprenta Barcelona)
- Los títulos de Castilla en las familias de Chile, T.1 (1894, Imprenta Nacional)
- Los títulos de Castilla en las familias de Chile, T. 2, parte 1 (1895, Imprenta Cervantes)

### Obras publicadas de manera póstuma
- Biografía de Juan de Alioza (1900, editada por José Toribio Medina)
- Luis Antonio de Oviedo y Herrera (1904, editada por José Toribio Medina)
- El primero y último provincial de la Compañía de Jesus y en el Perú (1906, en Revista Histórica)
- El Padre Diego Francisco Altamirano (1907, en Revista Histórica)
- Los Alcedo y Herrera - datos biográficos (1908, en Revista Histórica)
- Un filántropo (1908, en Revista Histórica)
- Biografía del Padre Bernabé Cobo (1943, Ed. Atlas)
- Biografías de rectores de la Universidad de San Marcos (1950, Anales de la Universidad Nacional Mayor de San Marcos)